# 부광중학교
부광중학교(富光中學校)는 대한민국 인천광역시 부평구 부개동에 있는 공립 중학교이다.

## 학교 연혁
- 1985년 12월 31일 : 부광중학교 24학급 설립인가
- 1986년 3월 1일 : 초대 김홍섭 교장 취임
- 1986년 3월 4일 : 8학급 입학 개교
- 1989년 2월 16일 : 제1회 졸업 486명
- 2001년 12월 19일 : 다목적교실(청람관) 개관
- 2003년 5월 14일 : 사격장 개장 및 급식소 개소
- 2003년 10월 23일 : 디지털 도서관 개관
- 2005년 9월 9일 : 과학실 현대화 및 실험실 정비
- 2007년 5월 31일 : 학교 생태숲 조성
- 2009년 8월 30일 : 학교 대수선 공사 완료
- 2023년 3월 1일 : 제17대 장덕자 교장 부임
- 2023년 12월 20일 : 제36회 졸업(218명, 누계 13,747명)
- 2024년 3월 4일 : 제39회 입학(207명)

## 참고 자료
- 부광중학교 - 한국교육학술정보원 학교알리미